# ميريلا عازار
ميريلا عازار (1982 -)، مغنية لبنانية.

## مشاركتها في كأس النجوم
انطلاقتها كانت من خلال برنامج المواهب «كأس النجوم» على شاشة المؤسسة اللبنانية للإرسال عام 1999 وفازت بـ«كأس الجمهور» وكأس الفنانة نوال الزغبي. تعـاقـدت بعدها مع مكتب ستوديو الفن والمخرج سيمون أسمر لإدارة أعمالها ثم تعاقدت مع المنتج سهيل العبدول لإنتاج أعمالها.

## مشوارها الفني
أصدرت أول أغـنـيـة لها بـعـد تخرجـها مـن «كـأس النـجـوم» بعنوان «قلبي نـار»
أطلقت أول ألبوماتها «عايزة كلام» من إنتاج شركة المخرج سهيل العبدول الذي آمن بموهبتها، فأنتج لها الألبوم وصوّرت منه أغنية «ما تسألونيش».
باللهجة المغربية وأثارت جدلا بسبب لباسها الجريء والرقص، قام المخرج سيمون أسمر
بتوجيه إنذار إلى محطات التلفزة التي أذاعت الفيديو كليب، يطلب فيها عدم إذاعة الأغنية ولا أي خبر عنها دون موافقته أو الرجوع إليه كونه مخولاً بحسب العقد المبرم بينهما، وردت شركة العبدول بأن العقد يعتبر لاغياً حكماً، لأن من وقّع عليه هو والدها الذي وقع بالوكالة عن ابنته القاصر وببلوغها سن الرشد يلغى العقد تلقائياً في حال أرداتها. عام 2005 أطلقت أغنية منفردة بعنوان بموت في حبيبي مع شركة ميلودي 

## ألبومات[5]
| الألبوم       | العام | المنتج  | الأغاني                                                              |
| ------------- | ----- | ------- | -------------------------------------------------------------------- |
| عايزة كلام    | 2004  | العبدول | أغلى ناسي، قلبي نار، قلبي نار - ريمكس، عايزة كلام، عذبني حبك، لو مرة |
| ميلودي هيتس 1 | 2005  | ميلودي  | بموت في حبيي                                                         |

## أغاني مصورة
| الأغنية      | العام | المنتج  | المخرج       |
| ------------ | ----- | ------- | ------------ |
| ما تسألونيش  | 2004  | العبدول | سهيل العبدول |
| بموت في حبيي | 2005  | ميلودي  | ميرنا خياط   |